# Neoascia nana
Neoascia nana är en tvåvingeart som beskrevs av Reemer och Heikki Hippa 2005. Neoascia nana ingår i släktet dvärgblomflugor, och familjen blomflugor.
Artens utbredningsområde är Myanmar. Inga underarter finns listade i Catalogue of Life.